# Серин
Сери́н (англ. Serine; α-амино-β-оксипропионовая кислота; 2-амино-3-гидроксипропановая кислота) — гидроксиаминокислота, существует в виде двух оптических изомеров — L и D. Из-за наличия гидроксильной группы относится к полярным незаряженным аминокислотам. 
L- серин участвует в построении почти всех природных белков. Впервые серин был выделен из шёлка, в белках которого он обнаружен в наибольших количествах. Серин относится к группе заменимых аминокислот, в организме человека он может синтезироваться из промежуточного продукта гликолиза — 3-фосфоглицерата.
Транспорт серина через плазмалемму осуществляется при помощи трёх различных систем:
- Система А (преимущественно для аланина) — натрий-зависимый транспортер для небольших нейтральных аминокислот. Она обнаружена во многих клетках человеческого тела и включает транспортёры SNAT1, SNAT2 и SNAT4. Процесс рекрутирования из везикул (которые находятся под плазмалеммой) на поверхность клетки очень чувствителен к уровню гормонов и аминокислот. Эта система играет роль в поглощении аминокислот тканями после приёма пищи и в потреблении аминокислот печенью, которые используются для глюконеогенеза при голодании.
- Система ASC (преимущественно для  аланина, серина и цистеина) - натрий-зависимый транспортер, включающий транспортёры ASCT1 и ASCT2. Предполагается, что ASCT1 является основным транспортёром серина в головном мозге, где он играет ключевую роль в транспортировке этой аминокислоты из астроцитов и захвате его нейронами. Мутации в ASCT1 вызывают умственную отсталость, прогрессирующую микроцефалию, спастичность и истончение мозолистого тела.
- Система asc — гетеродимерный натрий-независимый аминокислотный обменник. Включает транспортёр Asc-1, который представлен в головном мозге и имеет высокое сродство как к L- , так и к и D-серину[2].

Серин участвует в образовании активных центров ряда ферментов (эстераз, пептидгидролаз), обеспечивая их функцию. Протеолитические ферменты, активные центры которых содержат серин, играющий важную роль при выполнении каталитической функции, относят к отдельному классу сериновых пептидаз.
Действие некоторых фосфорорганических соединений основано на необратимом присоединении молекулы яда к OH- группам остатков серина, приводящему к полному ингибированию каталитической активности ферментов. Токсический эффект прежде всего связан с ингибированием ацетилхолинэстеразы.
Фосфорилирование остатков серина в составе белков имеет важное значение в механизмах межклеточной передачи сигналов.
Кроме того, серин участвует в биосинтезе ряда других аминокислот: глицина, цистеина, метионина, триптофана.
Глицин образуется из серина при действии серин-оксиметилтрансферазы в присутствии тетрагидрофолиевой кислоты. Кроме того, серин является исходным продуктом синтеза пуриновых и пиримидиновых оснований, сфинголипидов, этаноламина, и других важных продуктов обмена веществ.
В процессе распада в организме серин подвергается прямому или непрямому дезаминированию с образованием пировиноградной кислоты, которая в дальнейшем включается в цикл Кребса.
D-серин образуется из L-серина при помощи фермента серин-рацемазы и является эндогенным лигандом глицинового сайта NMDA-рецептора. Деградация D-серина происходит под воздействием оксидазы D-аминокислот.